# Falk Thiele
Falk Thiele (* 16. Dezember 1962; † 23. April 2008 bei Deute) war ein deutscher Bogenschütze und Trainer.
Falk Thiele begann 1976 mit dem Bogenschießen und wurde in seiner aktiven Karriere als Bogenschütze mehrfacher deutscher Meister. Nach seiner aktiven Karriere wurde er Trainer und fungierte von 1998 bis 2000 als Co-Bundestrainer in der Disziplin olympischen Disziplin Recurve-Bogen, anschließend war er bis zu seinem Tod Bundestrainer in der nichtolympischen Disziplin Compoundbogen. Zudem fungierte er als FITA-Weltverbandstrainer und war der einzige Deutsche, der jemals als Trainer für die erfolgreichen Koreaner tätig war. Thiele war Ausbilder für Bogentrainer der DSB Lizenz C-B-A für Recurve-, Blank- und Compoundbogen und Mitglied im Ausschuss für Ausbildung des DSB sowie mitverantwortlich für die Trainerfortbildung im DSB. Daneben war er Landestrainer in Hessen. Als größter Erfolg gilt der Gewinn der Bronzemedaille mit dem Damenteam bei den Weltmeisterschaften 2003 in New York.
In seine Zeit als Bundestrainer seit 1998 fallen mehrere Erfolge deutscher Athleten, darunter der mehrfache Grand-Prix-Gewinn im Einzel und mit der Mannschaft, der mehrfache Gewinn der Titel und Vize-Titel bei den Europameisterschaften der Junioren und Erwachsenen sowie das mehrfache Erreichen zweiter Ränge bei Weltmeisterschaften der Junioren und Erwachsenen. Mehrere seiner Sportler stellten Welt- und Europarekorde im Junioren- und Erwachsenenbereich auf.
Thiele, verheirateter zweifacher Vater, verunglückte 45-jährig kurz vor den Europameisterschaften 2008 mit seinem Motorrad in der Nähe von Kassel tödlich.